# Ciolkovskij (kráter)

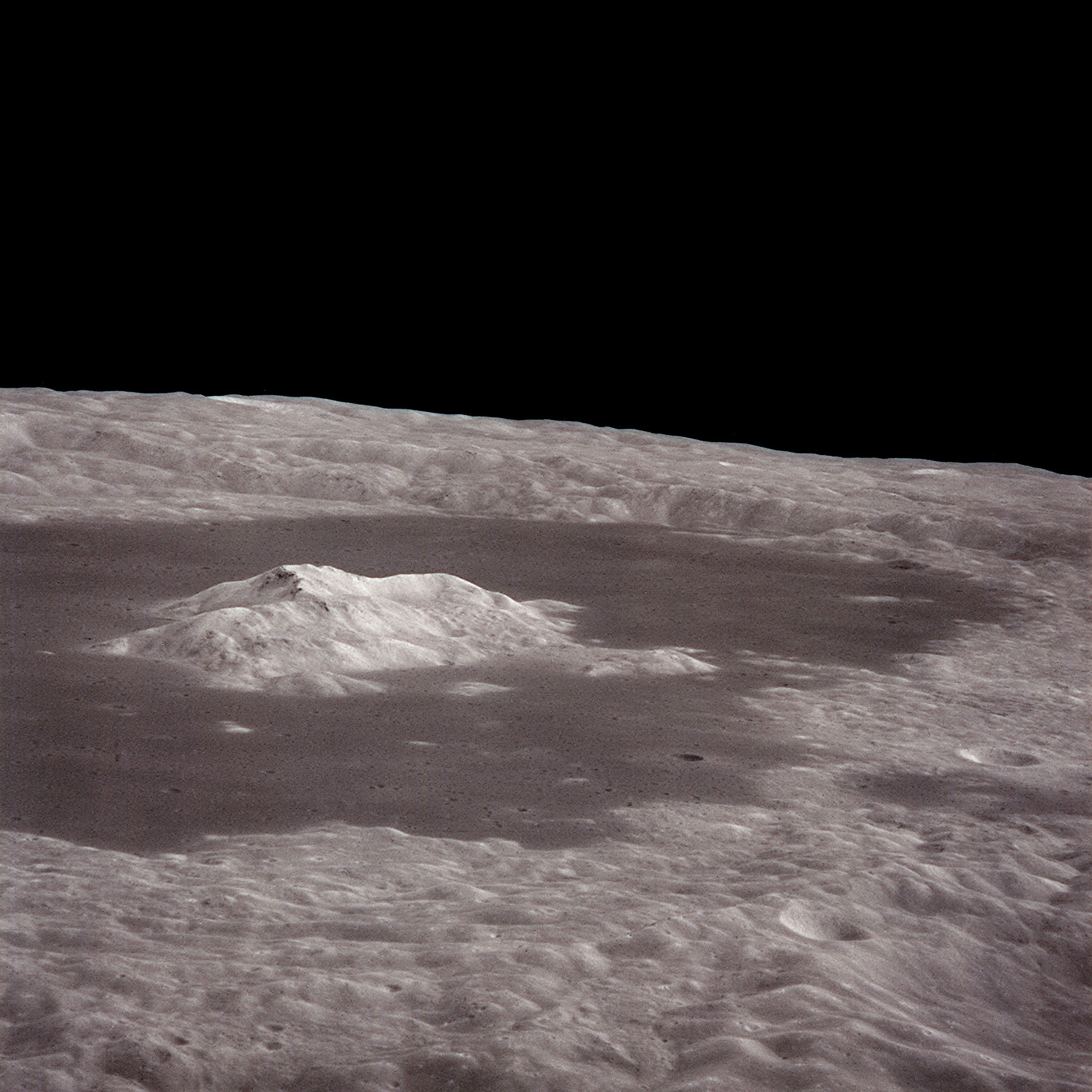
Kráter Ciolkovskij (fotografie z Apolla 15).

Ciolkovskij je rozlehlý měsíční impaktní kráter nepravidelného tvaru nacházející se na jižní polokouli na odvrácené straně Měsíce a tudíž není pozorovatelný přímo ze Země. Má průměr 184 km, pojmenován je podle ruského fyzika a sovětského raketového vědce Konstantina Eduardoviče Ciolkovského. Jeho dno má nízké albedo (je velmi temné), je totiž vyplněno tmavým mořským materiálem podobně jako měsíční moře na přivrácené straně Měsíce. Má terasovitý vnitřní okrajový val a dobře tvarovaný centrální pahorek.
Jedná se o jeden z nejvýznačnějších kráterů odvrácené polokoule. Ciolkovskij překrývá na západě obdobně rozlehlý kráter Fermi, který však nemá vyplněné dno tmavou bazaltickou lávou. Východně leží větší kráter Gagarin. Jihozápadně se nachází kráter Milne.

## Satelitní krátery
V okolí kráteru se nachází několik dalších kráterů. Ty byly označeny podle zavedených zvyklostí jménem hlavního kráteru a velkým písmenem abecedy.
| Ciolkovskij | Sel. šířka | Sel. délka | Průměr |
| ----------- | ---------- | ---------- | ------ |
| W           | 16,0° J    | 126,9° V   | 13 km  |
| X           | 14,7° J    | 126,5° W   | 12 km  |